# La Minute blonde
La Minute blonde est une série télévisée humoristique française, dont le personnage principal est interprété par Frédérique Bel, diffusée entre 2004 et 2006 au sein de l'émission Le Grand Journal sur Canal+.

## Concept
Dorothy Doll, le personnage principal, « incarne tous les clichés populaires de la femme blonde : gauche et pas très maligne ». Elle réalise « de fausses interviews de personnalités du cinéma ».
Bel estime que « pour [elle], c'était un bras d'honneur à la misogynie. Mais beaucoup l'ont pris au premier degré ».

## Historique
La séquence intervient dans Le Grand Journal pendant une seule saison entre 2004 et 2006,. Bel explique l'arrêt de la série en déclarant : 

« J'ai dû arrêter 'La Minute Blonde' en plein succès à cause d'articles dans la presse m'assimilant à mon personnage. J'étais consternée. Je me sentais obligée d'expliquer que Dorothy, cette blonde un peu nunuche, n'existait pas réellement. »

En 2013, elle déplore avoir « payé très cher » « cette petite bulle qui [l]'a fait percer, ».
En 2014, elle tourne un nouvel épisode (« La Minute Blonde pour l’alerte jaune ») à l’occasion d’une campagne  de sensibilisation de l'Association Maladies Foi Enfants.
En 2017, Bel évoque une reprise de la série à la télévision,,. En 2019, elle déclare travailler à une adaptation en long-métrage et chercher un producteur,.